# نیلو کروز
نیلو کروز (انگلیسی: Nilo Cruz؛ زادهٔ ۱۹۶۰) یک فیلم‌نامه‌نویس اهل ایالات متحده آمریکا است.